# Masacre de Kalagon
El 7 de julio de 1945, miembros del 3.º Batallón, del 215.º Regimiento del Ejército Imperial Japonés y el OC del Kenpeitai de Moulmein cometieron la masacre de Kalagon contra los habitantes de Kalagon, en Birmania. El general de división Seiei Yamamoto, jefe del Estado Mayor del 33.º Ejército, ordenó a estas unidades que barrieran el área en busca de guerrilleros que, según se informó, se habían unido a paracaidistas británicos.
Los japoneses ocuparon el pueblo y reunieron a todos los habitantes, algunos en la mezquita local y otros en diferentes edificios, para interrogarlos. Mujeres y niños fueron violados y golpeados. Después de que se confirmara que habían ayudado a los comandos británicos, el mayor Ichikawa Seigi ordenó que se masacrara a todo el pueblo. Los habitantes fueron llevados en grupos de cuatro a diez personas a pozos cercanos, con los ojos vendados y bayonetados, y sus cuerpos fueron arrojados a los pozos. Luego, el pueblo fue quemado hasta los cimientos. Se estima que entre 600 y 1.000 aldeanos murieron en la masacre.
Los japoneses secuestraron a 10 mujeres sobrevivientes que aceptaron actuar como "espías", aunque se cree que en su lugar fueron utilizadas como mujeres de consuelo. Dos de ellas escaparon, pero las demás desaparecieron.

## Enjuiciamientos
Debido a que los japoneses habían llevado a cabo la masacre con bastante prisa, varios aldeanos sobrevivieron a la misma. Los sobrevivientes se convirtieron en testigos en los procesos por crímenes de guerra contra algunos de los participantes en la masacre.
En 1946, un tribunal militar británico juzgó a Seigi y a otros 13 soldados por participar en la masacre. Cada uno de ellos fue juzgado por dos cargos:
- Participar en la masacre de los aldeanos
- Participar en las palizas, torturas, heridas y otros malos tratos de los aldeanos

Seigi también se enfrentó un tercer cargo por secuestrar mujeres. Diez de ellos fueron declarados culpables. Siete de ellos fueron declarados culpables de ambos cargos, y otros tres solo fueron declarados culpables del segundo cargo. Seigi fue declarado culpable de todos los cargos.
Seigi y tres oficiales que supervisaron la masacre fueron condenados a muerte. El tribunal dijo que Seigi sería ahorcado, mientras que los otros tres hombres serían fusilados.
En cuanto a los otros tres militares que fueron considerados cómplices de la masacre. Sin embargo, el tribunal concluyó que estos hombres tenían roles menores o que no se habían encontrado pruebas suficientes de que las sentencias de muerte estuvieran justificadas. En cambio, cada uno de ellos recibió sentencias de 10 años. Los otros soldados se libraron de la ejecución ya que solo fueron declarados culpables por el segundo cargo.

### Acusados y sentencias
| Nombre                                                         | Sentencia               | Veredicto 1 | Veredicto 2 |
| -------------------------------------------------------------- | ----------------------- | ----------- | ----------- |
| *Mayor Ichikawa Seigi                                          | Muerte por ahorcamiento | Culpable    | Culpable    |
| Capitán Sakamaki Saburo                                        | 10 años de prisión      | Culpable    | Culpable    |
| Capitán Okubo Yozo                                             | 10 años de prisión      | Culpable    | Culpable    |
| Capitán Yanagisawa Izumu                                       | Muerte por fusilamiento | Culpable    | Culpable    |
| Capitán Midorikawa Hisashi                                     | Muerte por fusilamiento | Culpable    | Culpable    |
| Segundo Teniente Usui Kiyohiro                                 | Absuelto                | No culpable | No culpable |
| Teniente Tajima Ichiro                                         | Muerte por fusilamiento | Culpable    | Culpable    |
| Teniente Takei Shozo                                           | 10 años de prisión      | Culpable    | Culpable    |
| Capitán Higashi Noburo                                         | Absuelto                | No culpable | No culpable |
| Brigada Fujiwara Ryozo                                         | 5 años de prisión       | No culpable | Culpable    |
| Sargento mayor Kobayashi Akira                                 | 5 años de prisión       | No culpable | Culpable    |
| Sargento Nagata Teshiyuki                                      | Absuelto                | No culpable | No culpable |
| Sargento Nomoto Kinni                                          | 7 años de prisión       | No culpable | Culpable    |
| Cabo Morimoto Seiichi                                          | Absuelto                | No culpable | No culpable |
| Seigi también enfrentó un tercer cargo por secuestrar mujeres. |                         |             |             |

Cada una de las sentencias fueron confirmadas después de la revisión. Seigi y sus tres coacusados condenados fueron ejecutados el 15 de julio de 1946, utilizando los métodos prescritos por el tribunal. Los otros fueron enviados a la cárcel local en Rangún para cumplir sus sentencias. A mediados de 1951, los que aún estaban en prisión fueron trasladados a la prisión de Sugamo en Japón para cumplir el resto de su condena.
El general Heitarō Kimura, uno de los acusados en el Tribunal Penal Militar Internacional para el Lejano Oriente, fue acusado de múltiples cargos, incluido el hecho de no haber evitado atrocidades, incluida la masacre de Kalagon. Fue condenado a muerte y ejecutado en 1948.